# Хоппер, Эдвард
Э́двард Хо́ппер (англ. Edward Hopper; 22 июля 1882[…], Наяк, Нью-Йорк — 15 мая 1967[…], Нью-Йорк, Нью-Йорк) — американский живописец и гравёр, представитель американской жанровой живописи. Наиболее известен своими картинами повседневной жизни, из которых самой известной стали «Полуночники» (1942). Творчество Хоппера оказало сильное влияние на мир искусства в целом и поп-культуру XX века в частности.
Был учеником Уильяма Чейза и Роберта Генри. Долгое время не мог добиться успеха у критиков и публики. Постоянно экспериментируя в поисках своего стиля, переходя от картин маслом к офортам и обратно, Хоппер получил общественное признание лишь в 1930-х годах, когда ему было больше 40 лет. Основной темой творчества, принёсшей ему успех, стало одиночество человека в мире и в обществе. Всего Хоппер написал 366 картин маслом.
Хоппер был художником-реалистом, однако его реализм был «новым», упрощавшим формы и детали. Для усиления контраста и создания настроения художник использовал насыщенный цвет. Эффективное использование света и тени занимает в его методах центральное место.

## Биография

### Ранние годы (1882—1910)
Будущий художник родился в Найаке, штат Нью-Йорк. Он был одним из двоих детей в семье Гаррета Генри Хоппера (1852—1913), продавца галантереи, и Элизабет Гриффитс Смит (1854—1935). Эдвард и его единственная сестра Марион (1880—1965) посещали как частные, так и государственные школы и были воспитаны в строгих баптистских традициях. У их отца был мягкий характер, и хозяйством руководили женщины: мать Хоппера, бабушка, сестра и служанка.
Эдвард проявил талант к рисованию в пять лет, хорошо учился в начальной школе. Он впитал в себя интеллектуальные склонности отца и его любовь к французской и русской культурам, а от матери — интерес к искусству. Родители Хоппера поощряли рисование, покупая материалы, учебные журналы и иллюстрированные книги. В подростковом возрасте он работал пером и тушью, углём, акварелью и маслом — рисовал с натуры, а также создавал комиксы и карикатуры. В 1895 году написал свою первую подписанную картину маслом «Вёсельная лодка в Скалистой бухте».
В возрасте 12 лет Эдвард Хоппер за год вырос на 30 сантиметров, достигнув роста 180 сантиметров. Из-за худощавого телосложения и созвучия его фамилии с английским словом «grasshopper» (кузнечик) одноклассники начали дразнить его этим прозвищем. Такое отношение одноклассников повлияло на его склонность к уединению, которая осталась с ним на всю жизнь.
Хоппер обладал чувством юмора, которое находило выход в его искусстве, иногда в изображениях иммигрантов или женщин, доминирующих над мужчинами в комических ситуациях. Позднее в своих картинах он в основном изображал женщин. В старших классах мечтал стать корабельным архитектором, но после окончания университета заявил о намерении стать художником, хотя родители настаивали на изучении коммерции, чтобы сын имел надёжный заработок. В то время на философские воззрения Хоппера сильное влияние оказали произведения Ральфа Эмерсона. Позже он писал: «Я глубоко им восхищаюсь … Я перечитываю его снова и снова» .

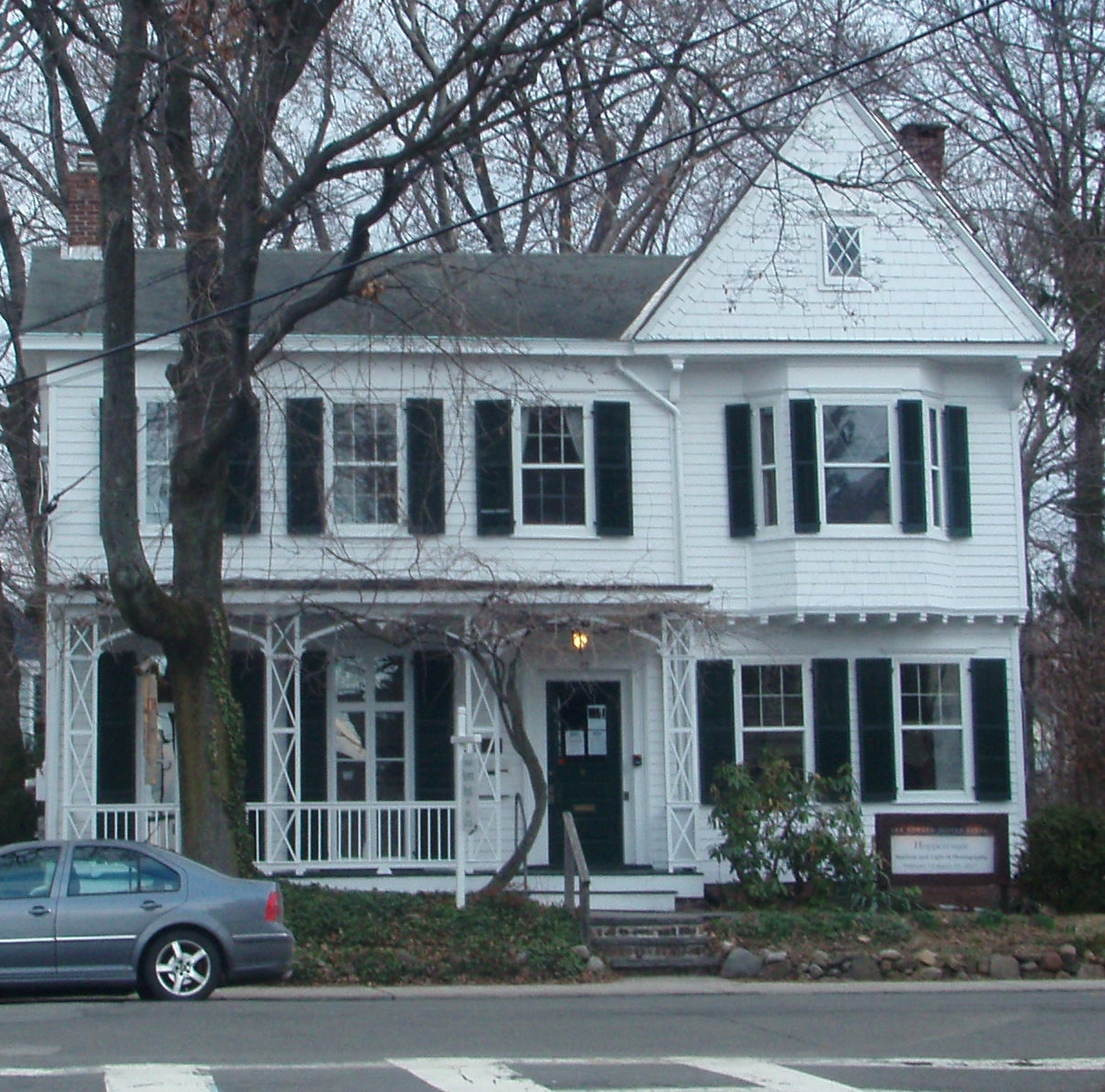
Дом, где родился Хоппер, Найак, Нью-Йорк, США

Летом 1899 года Хоппер начал изучать искусство в заочной школе, получая материалы и задания по почте. Осенью того же года он поступил в Нью-Йоркскую школу искусства и дизайна, предшественницу Школы дизайна Парсонс, где проучился шесть лет. Среди его учителей был Уильям Чейз, который преподавал ему живопись маслом, и поначалу Хоппер подражал стилю Чейза и французских импрессионистов Эдуарда Мане и Эдгара Дега. Другим его учителем был художник Роберт Генри, который призывал своих учеников использовать искусство, чтобы «будоражить мир». Генри также советовал: «Значение имеет не предмет, а то, как вы к нему относитесь» и «Забудьте об искусстве и рисуйте на картинах то, что вас интересует в жизни» . Школа Роберта Генри в то время отстаивала идею создания современного национального искусства США. Главным принципом этой школы было: «Воспитайте себя сами, не позволяйте мне воспитывать вас» — принцип, направленный на формирование индивидуальности. Генри оказал большое влияние на Хоппера, а также на будущих художников Джорджа Беллоуза и Рокуэлла Кента. Некоторые близкие к Генри художники, в том числе Джон Слоун, стали членами «восьмёрки», также известной как Школа мусорных вёдер .
Первой сохранившейся картиной маслом Хоппера, намекающей на будущее использование им интерьеров в качестве основной темы, стала картина «Одинокая фигура в театре» (ок. 1904). В студенческие годы он также рисовал десятки ню, натюрморты, пейзажи и портреты, в том числе и автопортреты.
В 1905 году Хоппер получил работу на неполный рабочий день в рекламном агентстве C. C. Phillips and Company, где рисовал обложки для торговых журналов, таких как Bulletin компании New York Edison. Хотя художник питал отвращение к иллюстрациям, он был вынужден зарабатывать на жизнь в рекламной индустрии до середины 1920-х годов. Между 1906 и 1910 годами он три раза ездил в Европу, посещая Париж, Лондон, Берлин, Амстердам и другие города, якобы для изучения искусства. Однако на самом деле Хоппер учился самостоятельно и, по-видимому, больше не испытывал влияния новых течений в искусстве. Позже он упоминал, что «не помнит, чтобы хоть что-то слышал о Пикассо» . Большое впечатление на него произвёл Рембрандт, особенно картина «Ночной дозор», которая, по его словам, «была самой удивительной его картиной, которую я видел».

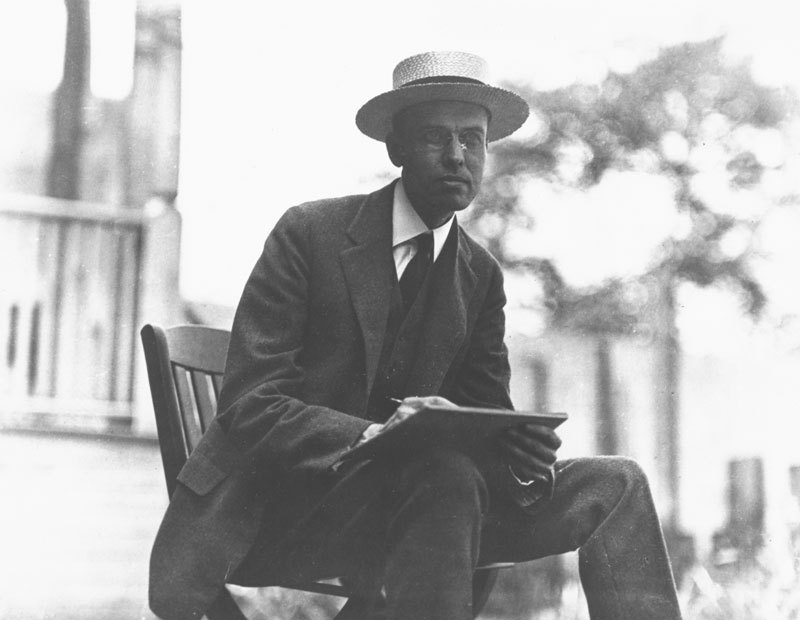
Эдвард Хоппер в Париже, 1907.

Хоппер начал рисовать городские и архитектурные пейзажи в тёмной палитре. На время он переключился на более светлую палитру импрессионистов, но затем вернулся к более тёмной, с которой ему «было удобно». Позже Хоппер сказал: «Я с этим покончил, и то, что я позже делал в Париже, похоже на то, что я делаю сейчас». Хоппер проводил большую часть своего времени, рисуя сцены на улицах и в кафе и посещая театр и оперу. В отличие от многих его современников, которые подражали абстрактным кубистическим экспериментам, Хопперу был ближе реализм. Позже он утверждал, что избежал влияния европейского искусства, за исключением французского гравёра Шарля Мериона, чьим мрачным сценам из парижской жизни он подражал.

### Поиск стиля (1910—1923)
В 1910 году, вернувшись из своей последней европейской поездки, Хоппер арендовал студию в Нью-Йорке, где начал настойчиво искать свой собственный стиль. Чтобы обеспечить себя средствами на существование, он вынужденно вернулся к коммерческим заказам, устроившись в рекламное агентство Sherman and Bryan, по иллюстрированию журналов. Хопперу, бывшему фрилансером, приходилось искать заказы самостоятельно, стучась в двери редакций журналов и агентских офисов. Он рисовал всё меньше: «Мне трудно решить, что я хочу рисовать. Я хожу месяцами, не находя сюжета. Всё очень медленно». Его коллега, иллюстратор Уолтер Титтл, видя терзания друга, описал депрессивное эмоциональное состояние Хоппера в более резких выражениях: «страдающий … от длительных периодов непобедимой инерции, сидящий несколько дней подряд перед своим мольбертом в беспомощном недовольстве, неспособный поднять руку, чтобы разрушить это проклятье». В поисках вдохновения Хоппер в 1912 году отправился в Глостер в Массачусетсе. Там он написал свои первые картины на пленэре в Америке, среди которых «Маяк Сквам» (англ. Squam Light).

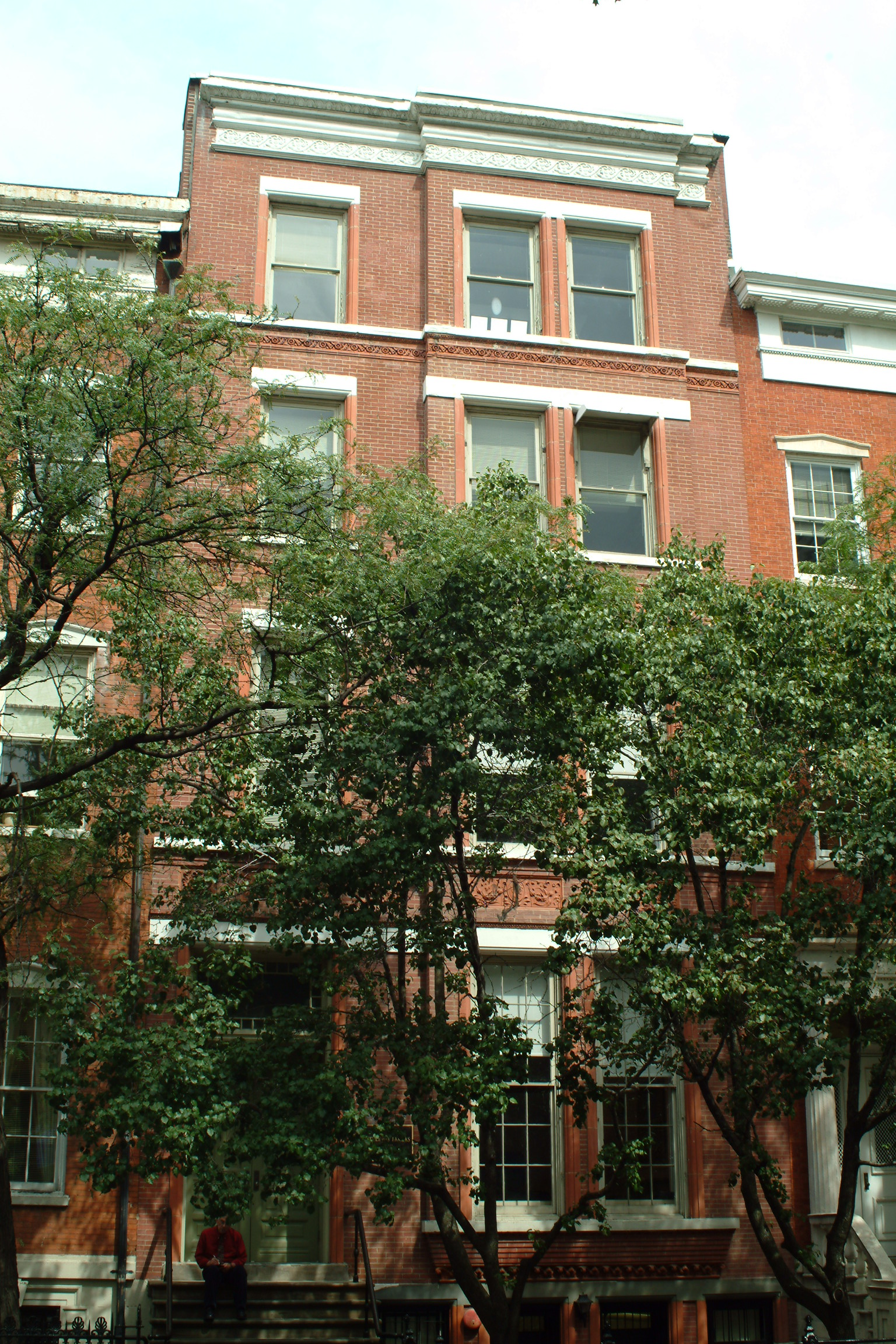
Дом, в котором Хоппер с супругой жили в Нью-Йорке. Вашингтон-сквер, дом № 3.

В 1913 году на Арсенальной выставке в Нью-Йорке Хоппер впервые продал свою картину, которой стала работа «Парусный спорт» (1911). За это полотно автор получил 250 долларов. Хопперу к этому времени исполнился 31 год, и хотя он надеялся, что первая продажа даст толчок к обретению его картинами популярности, успех в карьере не приходил ещё много лет. Он продолжал участвовать в групповых выставках на небольших площадках, таких как нью-йоркский «Макдауэлл-Клаб». В 1913 году, вскоре после смерти отца, Хоппер переехал в квартиру на Вашингтон-сквер, дом № 3 в районе Манхэттена Гринвич-Виллидж, где он будет жить до конца своей жизни. В следующем году, в рамках подготовки рекламной кампании для киностудии, он получил заказ на создание рекламных плакатов к фильмам. Хотя Хоппер не любил иллюстраторское дело, он всегда оставался поклонником кино и театра, в которых находил сюжеты для своих картин. Оба вида искусства влияли на его композиционный стиль.
В 1915 году из-за того, что его картины маслом продавались плохо, Хоппер решил попробовать делать офорты. К 1923 году он создал бо́льшую часть из своих 70 офортов, многие из которых представляли собой сцены городской жизни Парижа и Нью-Йорка. Он также нарисовал несколько плакатов на военную тему и продолжал время от времени выполнять коммерческие заказы. Когда появлялась возможность, Хоппер писал акварели на открытом воздухе — этим он занимался во время визитов в Новую Англию, особенно в Оганквите и на острове Монеган.
В начале 1920-х годов офорты Хоппера стали обретать известность. В них были отображены некоторые из тем, которые художник будет активно использовать позднее: «пара в тишине» — офорт «Ночь в поезде Эль», «одинокая женщина» — офорт «Вечерний ветер» и «простая морская сцена» — офорт «Катер». Здесь проявилась основная тема творчества Эдварда Хоппера — одиночество человека в американском обществе и в мире. Двумя известными картинами маслом того времени стали картины «Нью-йоркский интерьер» (1921) и «Нью-йоркский ресторан» (1922). Он также написал две из своих многочисленных «оконных» картин («Девушка за швейной машиной» и «Лунный интерьер»), на которых изображена фигура у окна квартиры, показанная с точки зрения внешнего наблюдателя, пристально смотрящего внутрь.

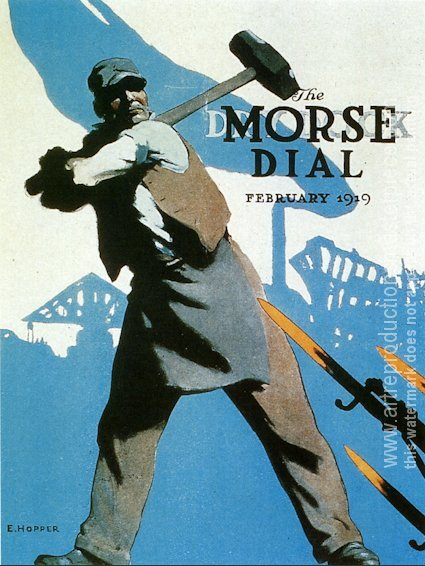
«Бей немцев». Эдвард Хоппер. 1918. Военно-патриотический плакат

Несмотря на пережитые в этот период разочарования, Хоппер все же добился к его концу определённого признания. В 1918 году он был удостоен премии в 300 долларов от Совета по судоходству США за военный плакат «Бей немцев» (англ. Smash the Hun). В 1917 году он участвовал в коллективной выставке с Обществом независимых художников, а в 1920 и 1922 годах прошли его персональные выставки в клубе Студии Уитни — предшественника музея Уитни. В 1923 году Хоппер получил две награды за свои офорты: премию Логана от Чикагского общества офортистов и премию имени В. А. Брайана.

### Джозефина Нивисон Хоппер
Со своей будущей женой, художницей Джозефиной Нивисон, Хоппер познакомился в 1905 году во время обучения у Роберта Генри. Позже, в 1914 году, они одновременно отдыхали в одном из пансионатов в Оганквите, но близкие отношения между ними начались лишь в 1923 году, когда они встретились во время летней поездки в Глостер. По характеру они были противоположностями: она была маленького роста, открытой, общительной и либеральных взглядов, а он высоким, скрытным, застенчивым, спокойным, погружённым в себя и консервативным. Они поженились год спустя, в 1924 году. Джозефина писала: «Иногда разговаривать с Эдди всё равно, что бросать камень в колодец, за исключением того, что не слышно стука, когда тот падает на дно» . Она подчинила свою карьеру его собственной и разделила его затворнический образ жизни. Остальную часть жизни они проводили в своей второй квартире в городе и в летних поездках в Саус-Труро на Кейп-Коде. Джозефина управляла некоторыми делами мужа и его отношениями с журналистами, была его основной моделью и спутницей жизни. Хотя она позировала для многих его картин, но для собственного портрета — только раз.

### Расцвет популярности (1923—1950)
К 1923 году, когда Хопперу был 41 год, его творческие усилия, наконец, привели к прорыву. В 1923 году, благодаря Джозефине Нивисон, шесть акварелей с пейзажами Глостера были включены в программу выставки в Бруклинском музее. Одна из них, «Мансардная крыша», была приобретена музеем для постоянной коллекции за 100 долларов. Критики были в восторге от работы, один из них заявил: «Какая жизненная сила, сила и прямота! Посмотрите, что можно сделать с самым бытовым сюжетом». Хоппер продемонстрировал свою способность переносить привлекательность парижской архитектуры на американскую городскую и сельскую почву. По словам куратора Бостонского музея изобразительных искусств Кэрол Тройен, «Хопперу очень нравилось то, как те дома с их башенками и башнями, крылечками, мансардными крышами и орнаментом отбрасывают замечательные тени. Он всегда говорил, что больше всего любит рисовать солнечный свет на стене дома». В следующем году, когда Хоппер продал все свои акварели на персональной выставке, он, наконец, решил оставить работу в рекламе.
Но даже получив признание, хоть пока и небольшое, Хоппер по-прежнему был неудовлетворён тем, как сложилась его карьера, в дальнейшем отказываясь от публичных выступлений и наград. Благодаря финансовой стабильности, пришедшей с постоянными продажами, он продолжил жить простой, скромной жизнью и продолжал создавать искусство в присущем ему стиле ещё четыре десятилетия.

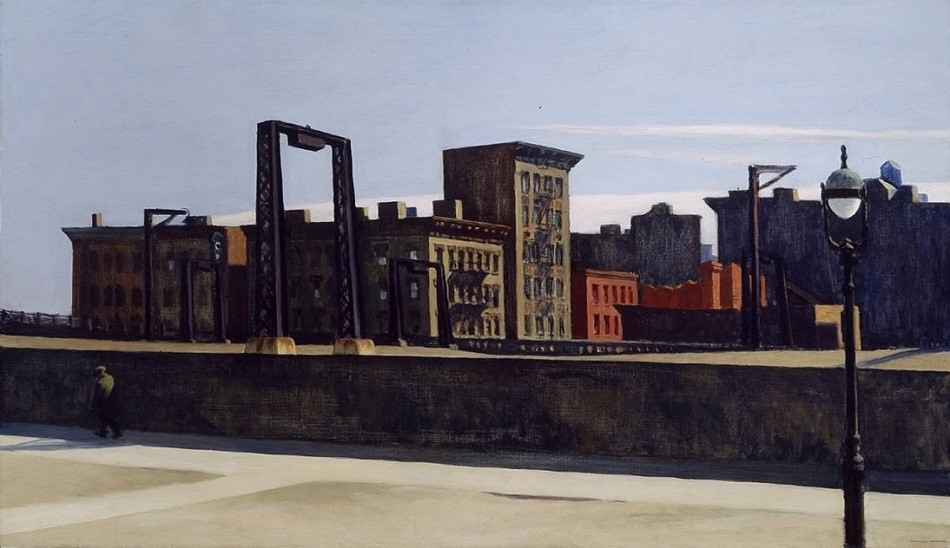
Петля манхэттенского моста. 1928. Холст, масло.

Картина Хоппера 1927 года «Двое в проходе» была продана за рекордные для него в то время 1500 долларов, что позволило приобрести автомобиль «Бьюик», который он использовал для поездок в отдалённые районы Новой Англии. В 1928 году картина «Петля манхэттенского моста» была продана уже за 2500 долларов. В 1929 году Хоппер написал картины «Чоп суэй» и «Железнодорожный закат». В следующем году меценат Стивен Кларк подарил работу «Дом у железной дороги» (1925) Нью-Йоркскому музею современного искусства. Она стала первой картиной маслом, которую этот музей приобрёл для своей коллекции.
Во время Великой депрессии Хоппер жил лучше, чем многие другие художники. Его статус резко повысился в 1931 году, когда крупные музеи, в том числе Музей американского искусства Уитни и Метрополитен-музей, заплатили тысячи долларов за его работы. В тот год он продал 30 картин, в том числе 13 акварелей. В следующем году он участвовал в первом биеннале Уитни и продолжал выставляться там каждый раз до конца жизни. В 1933 году Музей современного искусства организовал первую масштабную ретроспективную выставку Хоппера, которая принесла ему огромный успех и всемирную славу. После неё художника приняли в Национальную академию дизайна.
В 1930 году Хопперы арендовали коттедж в Саус-Труро, где проводили каждое лето до конца жизни. Оттуда они совершали поездки в другие районы, когда Хопперу нужно было найти свежий материал для рисования. Летом 1937 и 1938 годов пара провела длительное время на ферме Вагон-Уилз в Саус-Роялтоне (штат Вермонт), где Хоппер нарисовал на реке Уайт-Ривер серию акварелей. Эти сцены нетипичны для зрелого периода Хоппера, так как большинство из них — «чистые» пейзажи, на которых нет архитектурных сооружений или человеческих фигур. Акварель «Первый рукав Уайт-Ривер» (1938), которая сейчас находится в Музее изящных искусств в Бостоне, является самым известным из вермонтских пейзажей Хоппера.
В течение 1930-х и начале 1940-х годов Хоппер был очень продуктивен, создав в том числе такие работы как «Нью-йоркский кинотеатр» (1939), «Шоу девушек» (1941), «Полуночники» (1942), «Вестибюль отеля» (1943) и «Утро в городе» (1944).

### Последние годы (1950—1967)

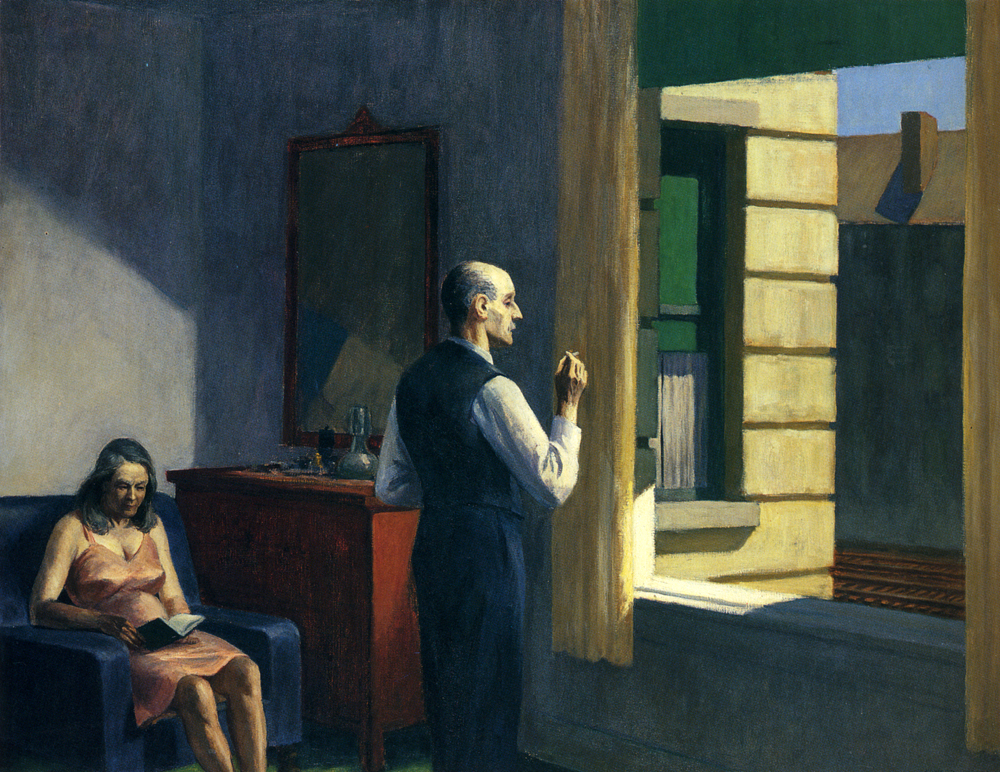
Отель у железной дороги. 1952. Холст, масло.

В конце 1940-х годов Хоппер перенёс период творческого кризиса. Он признавался: «Хотел бы я больше рисовать. Мне надоело читать и ходить в кино». В течение следующих двух десятилетий его здоровье ухудшалось — было проведено несколько операций на простате, обострились другие проблемы со здоровьем. В 1950-х и начале 1960-х Хоппер создал ещё несколько крупных работ, в том числе «Первый ряд оркестра» (1951), «Утреннее солнце» и «Отель у железной дороги» (обе в 1952 году) и «Антракт» (1963). Последняя картина Хоппера «Два комедианта» (1966), написанная за год до смерти, продиктована его любовью к театру. На ней изображены два актёра французской пантомимы, мужчина и женщина, одетые в яркие белые костюмы, делающие поклон. По словам Джозефины, её муж подразумевал, что эти фигуры делают в своей жизни последний совместный, как муж и жена, поклон.

#### Смерть

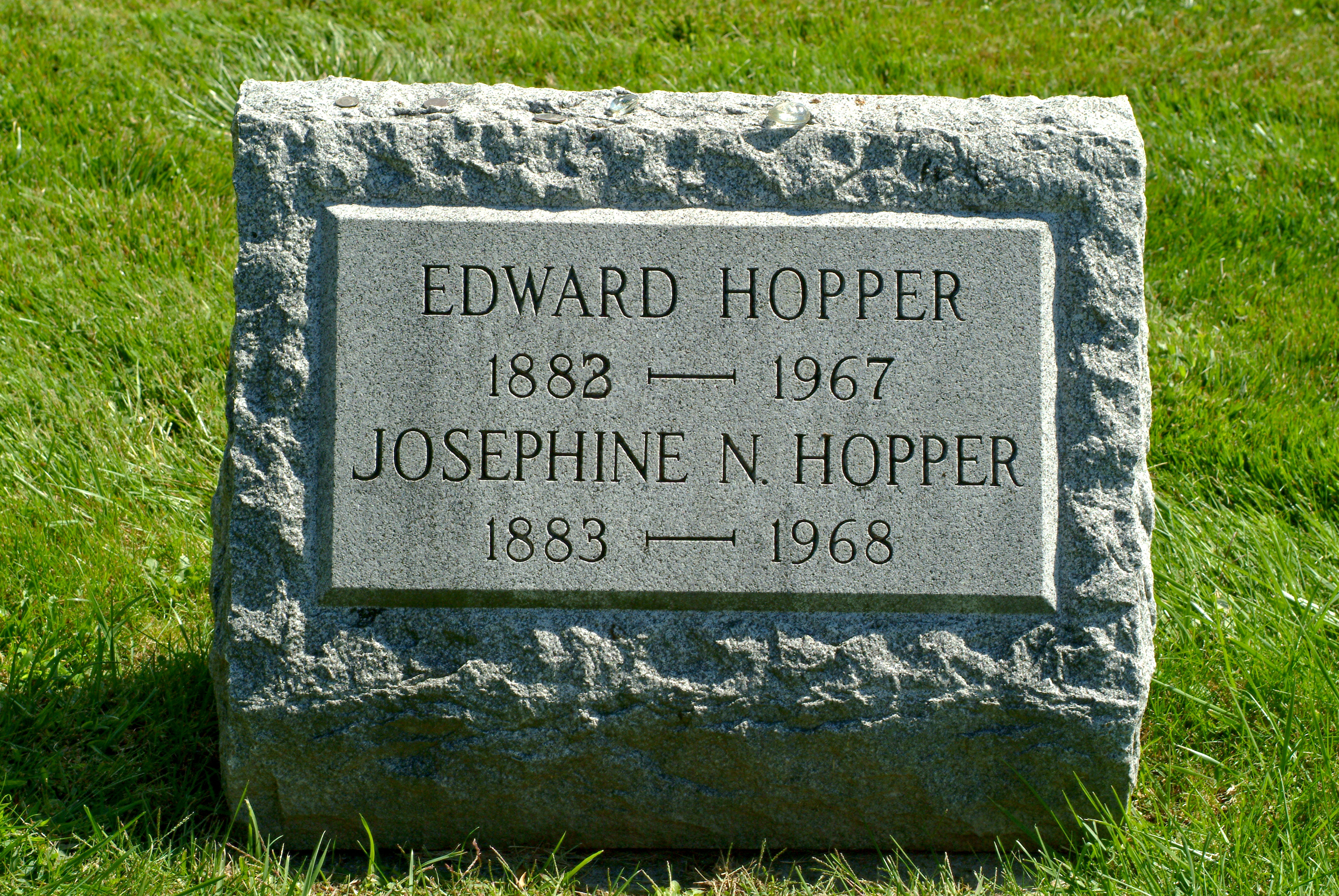
Могила Эдварда и Джозефины Хоппер, кладбище Оук-Хилл, Найак

15 мая 1967 года Хоппер скончался в своей студии возле Вашингтон-Сквер в Нью-Йорке. Похоронен в семейной могиле на кладбище Оук-Хилл в Найаке, штат Нью-Йорк, в месте его рождения. Его жена, Джозефина, умерла десять месяцев спустя. Она завещала их совместную коллекцию из более чем трёх тысяч работ Музею американского искусства Уитни. Другие значимые картины Хоппера хранятся в Музее современного искусства в Нью-Йорке, Демойнском центре искусств и Чикагском институте искусств.

## Творчество

### Философия Хоппера
Хоппер всегда неохотно обсуждал себя и своё искусство, объясняя: «Все ответы есть на холсте». Его спокойные сюжеты, по словам искусствоведов, «касаются нас там, где мы наиболее уязвимы», и «имеют меланхоличный оттенок». Его чувство цвета выдаёт в нём чистого живописца, «превращающего пуританство в пуризм в своих спокойных холстах, где сосуществуют грех и благодать». По словам искусствоведа Ллойда Гудрича, он был «в высшей степени национальным художником, который как никто другой смог показать на своих полотнах настоящую Америку».

Наиболее полное описание философии Хоппера как художника было дано в рукописной заметке под названием «Заявление», отправленной в 1953 году в первый номер журнала Realilty, основанного им совместно с другими художниками: 
Великое искусство — это внешнее отображение внутренней жизни художника, и эта внутренняя жизнь отражается в его личном видении мира. Никакая умелая изобретательность не может заменить необходимой стихии воображения. Одна из слабостей большой части абстрактной живописи — попытка заменить игру человеческого ума на частную творческую концепцию.
Внутренняя жизнь человека — это огромный и разнообразный мир, и он не исчерпывается исключительно сочетаниями цвета, формы и узора.
К термину «жизнь», используемому в искусстве, не следует относиться с презрением, он подразумевает все сущее, и удел искусства — реагировать на неё, а не избегать.

Живописи придётся более прямо, а не косвенно иметь дело с фактами жизни и природы, прежде чем она снова станет великой.
Когда в США, в середине 1940-х годов, начал набирать популярность абстрактный экспрессионизм, Хоппер, в том числе в статьях в Reality, выступил против него и, в целом против абстрактного искусства, считая его несостоятельным и «временной фазой искусства». По его мнению абстракционизм «не отражает жизнь достаточно близко, чтобы долго существовать» и «является неполным средством передачи всей полноты чувств и эмоции, а великое искусство выражает великие эмоции».
Хотя Хоппер утверждал, что он сознательно не вкладывал психологический смысл в свои картины, он глубоко интересовался фрейдизмом и силой подсознания. В 1939 году он писал: «Столь многое в любом искусстве является выражением подсознания, что мне кажется, что самые важные качества вкладываются в него бессознательно, а сознательный ум не сообщает ему почти ничего важного».

### Особенности стиля
Хотя Хоппер известен благодаря своим картинам маслом, первоначальное признание ему принесли акварели, а также некоторые коммерчески успешные офорты. Кроме того, его дневники и тетради содержат множество рабочих карандашных эскизов.

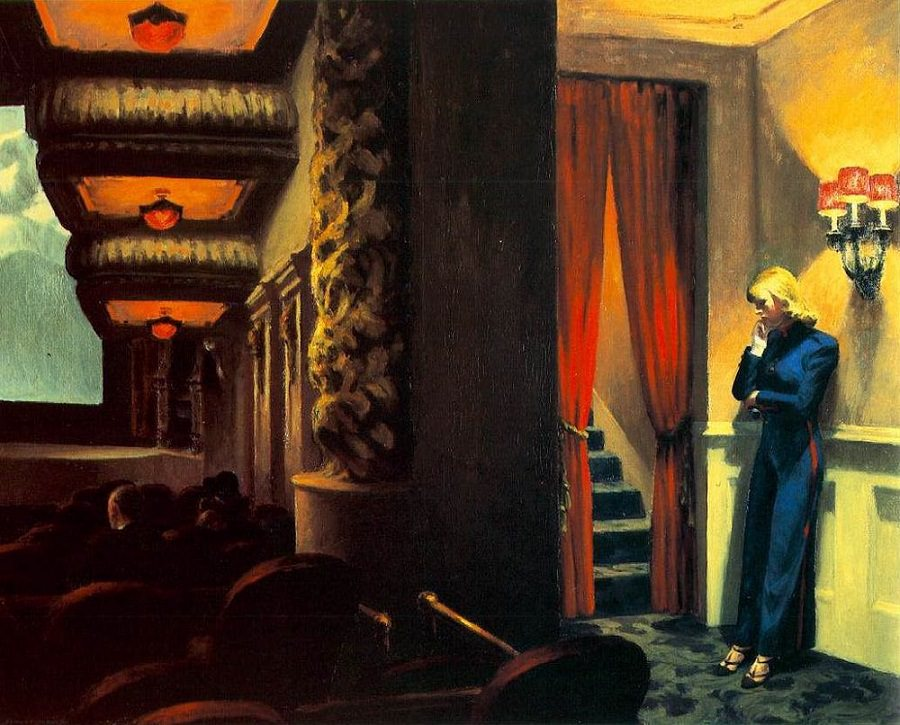
Нью-йоркский кинотеатр. 1939. Холст, масло.

Хоппер уделял особое внимание геометрическому дизайну и тщательному размещению человеческих фигур в правильном равновесии с окружающей средой. Он был медленным и методичным художником. Сам он описывал свою работу так: «Чтобы идея пришла в голову, требуется много времени. Потом мне нужно долго об этом думать. Я не начинаю рисовать, пока все не проработано в голове. Когда я добираюсь до мольберта, у меня уже всё готово». При работе над своими тщательно просчитанными композициями он часто делал подготовительные наброски. Хоппер с супругой вёл подробный список своих работ, в котором фигурируют такие записи, как «печальное женское лицо, неосвещённое», «электрический свет с потолка» и др. Работа над картиной «Нью-йоркский кинотеатр» (1939) демонстрирует важность, которую он придавал подготовке, включая 53 эскиза театрального интерьера и фигуры задумавшейся билетерши.
Несмотря на то, что Хоппер был художником-реалистом, его «новый» реализм упрощал формы и детали, а для усиления контраста и создания настроения он использовал насыщенный цвет. Так, центральное место в методах Хоппера занимает эффективное использование света и тени для создания настроения. Яркий солнечный свет, как символ прозрения или откровения, и отбрасываемые им тени играют символические роли в таких картинах как «Раннее воскресное утро» (1930), «Летнее время» (1943), «Семь часов утра» (1948) и «Солнце в пустой комнате» (1963). Использование художником световых и теневых эффектов сравнивали с фильмами жанра нуар.

### Темы картин
После завершения учёбы Хоппер практически не рисовал портреты и автопортреты. В 1939 году он написал заказной «портрет» дома, «Дом Макартуров», где с документальной точностью передаёт викторианскую архитектуру дома актрисы Хелен Хейс. Позже она рассказывала: «Полагаю, что я никогда в жизни не встречала более мизантропичного и брюзгливого человека». Хоппер ворчал на протяжении всего проекта и больше никогда не принимал коммерческих заказов. Позже, в 1950 году, он также создал «Портрет Орлинса» — «портрет» города на Кейп-Коде при взгляде с его главной улицы.
Хотя Хоппер очень интересовался гражданской войной и фотографиями поля битвы Мэтью Брейди, он написал только две исторические картины. Обе изображали солдат на пути в Геттисберг. Редкостью в его творчестве были также картины с активно действующими персонажами. Исключение — полотно «Верховая тропа» (1939), но трудности, которые художник испытал с правильной передачей лошадиной анатомии, возможно, убедили его отказаться от дальнейшего творчества в этом направлении.
Основные тематики картин Хоппера можно разделить на две группы. Первая из них — архитектурная живопись в которой отображаются повседневные объекты американской жизни, такие как заправки, мотели, рестораны, театры, железные дороги, а также уличные сцены. Вторая — морские и сельские пейзажи. Говоря о своём стиле, Хоппер определял себя скорее как «смесь многих рас», чем как приверженца какой-либо школы, особенно «Школы мусорных вёдер» . После того как Хоппер достиг стилистической зрелости, его искусство оставалось последовательным и самодостаточным, не завися от многочисленных художественных веяний, которые возникали и приходили в упадок в течение его долгой карьеры.

#### Архитектурная живопись
Архитектурная живопись, в частности городская архитектура и городские пейзажи, была основным направлением творчества Хоппера. Он был очарован американской городской спецификой, «нашей родной архитектурой с её отвратительной красотой, её фантастическими крышами, псевдоготикой, французскими мансардами, колониальным стилем и смесью всего остального, с оскорбляющими глаз цветами или тонкими гармониями выцветшей краски, теснящимися друг подле друга вдоль бесконечных улиц, которые упираются в болота или свалки».

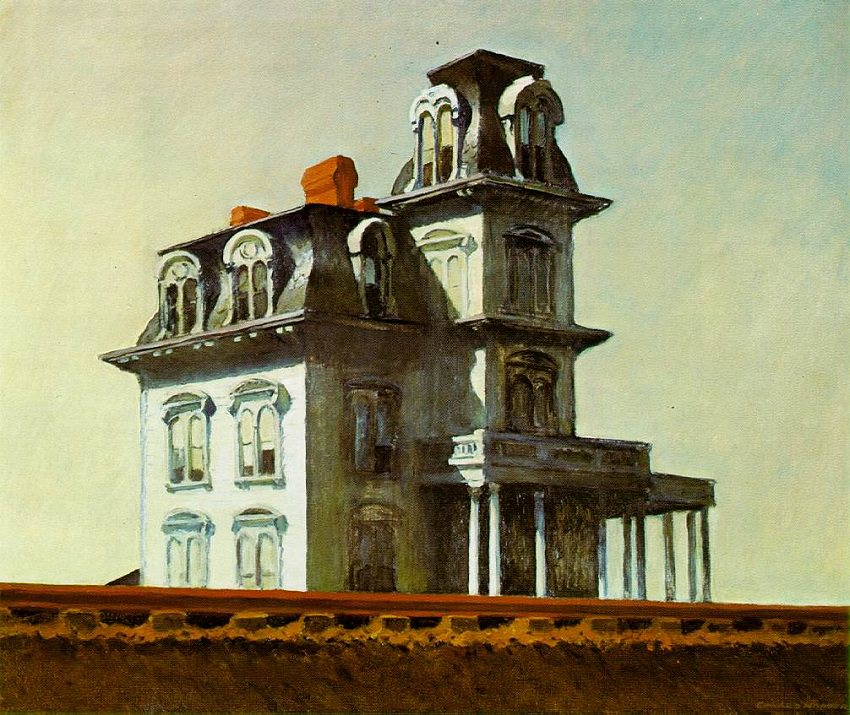
Дом у железной дороги. 1925. Холст, масло.

В 1925 году Хоппер написал «Дом у железной дороги». Эта классическая работа изображает изолированный викторианский деревянный особняк, частично скрытый железнодорожной насыпью. Работа показала художественную зрелость Хоппера. Искусствовед Ллойд Гудрич оценил её как «один из самых горьких и безнадёжных образцов реализма». Это полотно стало первым из серии суровых сельских и городских пейзажей, использующих резкие линии и крупные формы, на которых играет необычное освещение, передающее чувство одиночества. Хотя критики и зрители ищут смысл и настроение в этих городских пейзажах, сам Хоппер настаивал: «меня больше интересовал солнечный свет на зданиях и фигурах, чем любая символика». Как будто в доказательство этого утверждения, его поздняя картина «Солнце в пустой комнате» (1963) стала чистым этюдом на тему солнечного света.

#### Морские и сельские пейзажи
Морские пейзажи Хоппера делятся на три основные группы: простые ландшафты, включающие только скалы, море и траву на берегу; маяки и фермы; и парусники. Иногда он объединял эти элементы. На большинстве этих картин царят яркий свет и хорошая погода — художник не проявлял особого интереса к снегу или дождю, а также к сезонным изменениям цвета. Большинство морских пейзажей он написал в период между 1916 и 1919 годами на острове Монеган. Картина «Длинный галс» (1935) — это почти полностью синее полотно с простейшими элементами, в то время как работа «Донные волны» (англ. Ground Swell; 1939) более сложна по композиции и изображает группу молодых людей, идущих под парусом, тема, напоминающая культовую картину Уинслоу Хомера «Попутный ветер» (1873—1876). В картине «Комнаты у моря» (1951) работа Хоппера граничит с сюрреализмом: из распахнутой двери открывается вид на морские волны без какого бы то ни было намёка на крыльцо, ступеньки или берег.
Значением наполнены и пейзажи сельской местности в Новой Англии, такие как «Заправочная станция» (1940). Картина представляет собой «иное, столь же чистое, хорошо освещенное пристанище… открытое для нуждающихся, путешествующих ночью, преодолевая многие мили, перед тем как уснуть». В данной работе переплелись несколько характерных для Хоппера тем: одинокая фигура, меланхолия сумерек и пустая дорога.

#### Одиночество
Большинство картин Хоппера посвящено едва уловимому взаимодействию людей с окружающим их миром. На этих полотнах встречаются как одиночные фигуры, так и пары и группы. Основные эмоции, передаваемые этими работами, — одиночество, сожаление, скука и смирение. Эти эмоции могут изображаться в разной обстановке — на рабочем месте, в общественных местах, дома, в дороге или на отдыхе. Художник как будто создаёт кадры для фильма или мизансцены для пьесы. Хоппер изображал своих героев в момент перед тем, как события достигают кульминации, или сразу после неё.

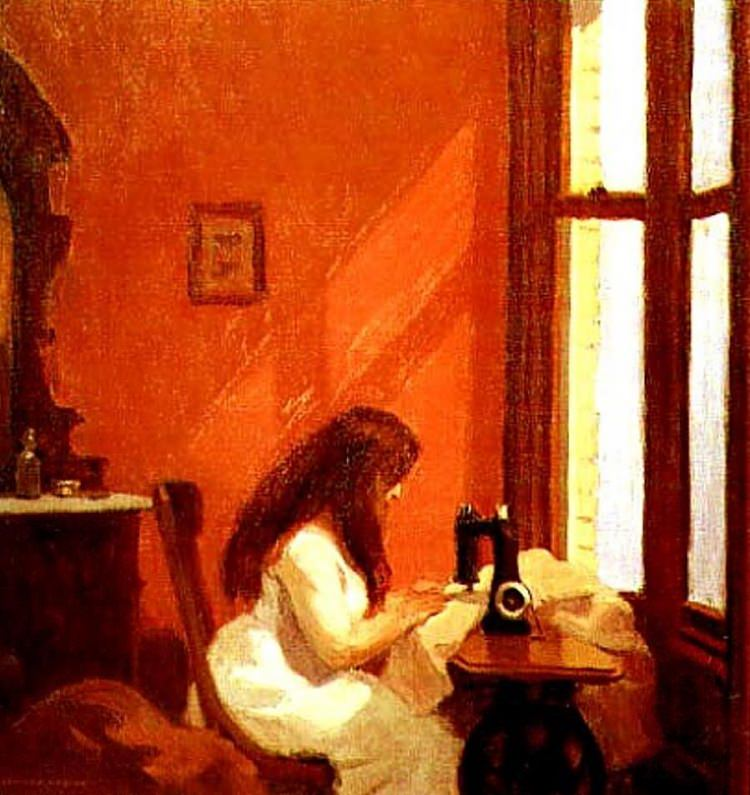
Девушка за швейной машиной. 1921. Холст, масло.

Одинокие фигуры Хоппера — в основном женщины: одетые, полуодетые и обнаженные, часто читающие, смотрящие из окна или находящиеся на рабочем месте. В начале 1920-х годов он написал первые подобные картины: «Девушка за швейной машиной» (1921), «Нью-йоркский интерьер» (еще одна женщина шьет, 1921) и «Лунный интерьер» (ню, 1923). Однако картины «Автомат» (1927) и «Комната в отеле» (1931), характерные для его зрелого стиля, сильнее и более открыто подчеркивают одиночество.
Гейл Левин, биограф Хоппера, писала о картине «Гостиничный номер»:
Редкие вертикальные и диагональные полосы цвета и резкие тени ламп создают лаконичную и напряженную ночную драму ... Сочетая пронзительную тему с мощной формальной расстановкой объектов, композиция Хоппера по своей чистоте достигает почти абстрактной чувственности, но для зрителя в ней содержится и поэтический слой.

#### «Парные» картины
Картины «Комната в Нью-Йорке» (1932) и «Вечер в Кейп-Код» (1939) — яркие пример «парных» картин Хоппера. В первом случае молодая пара кажется отчужденной и избегающей общения — он читает газету, а она бесцельно сидит у пианино. Зрителю отводится роль вуайериста, он как будто смотрит в телескоп через окно квартиры, подглядывая за парой, утратившей близость. На более поздней картине — пожилая пара, которая мало что может сказать друг другу, играет со своей собакой, чьё внимание, в свою очередь, отвлечено от хозяев. Более амбициозно Хоппер подходит к теме пар в картине «Экскурс в философию» (1959). Мужчина средних лет в подавленном настроении сидит на краю кровати. Рядом с ним — открытая книга и полуодетая женщина. На полу перед ним пятно света, падающего из окна. Джозефина Хоппер отметила в их дневнике: «Открытая книга — это Платон, перечитанный слишком поздно».
Левин толкует картину следующим образом:
Философ-платоник в поисках реального и истинного должен отвернуться от этого преходящего мира и размышлять о вечных Формах и Идеях. Задумавшийся мужчина на картине Хоппера находится на распутье между соблазном земного царства в лице женщины и зовом высших духовных сфер, представленным воздушным, ярким пятном света. Боль от размышлений над этим выбором и его последствиями после чтения Платона ночь напролёт очевидна. Он парализован бурными внутренними метаниями меланхолика.
В ещё одной «парной» картине, «Офис ночью» (1940), Хоппер создает психологическую головоломку. Мужчина на картине поглощён работой со документами, а рядом с ним привлекательная женщина-секретарь, достающая папку из картотеки. Несколько этюдов картины показывают, как Хоппер экспериментировал с расположением двух фигур, возможно, чтобы усилить эротизм и напряженность. Хоппер предоставляет зрителю возможность самому судить о том, действительно ли мужчина не заинтересован в привлекательности женщины или же он старательно работает, чтобы отвлечься от неё. Другой интересный аспект заключается в том, как Хоппер использует три источника света — от настольной лампы, через окно и непрямой свет сверху.

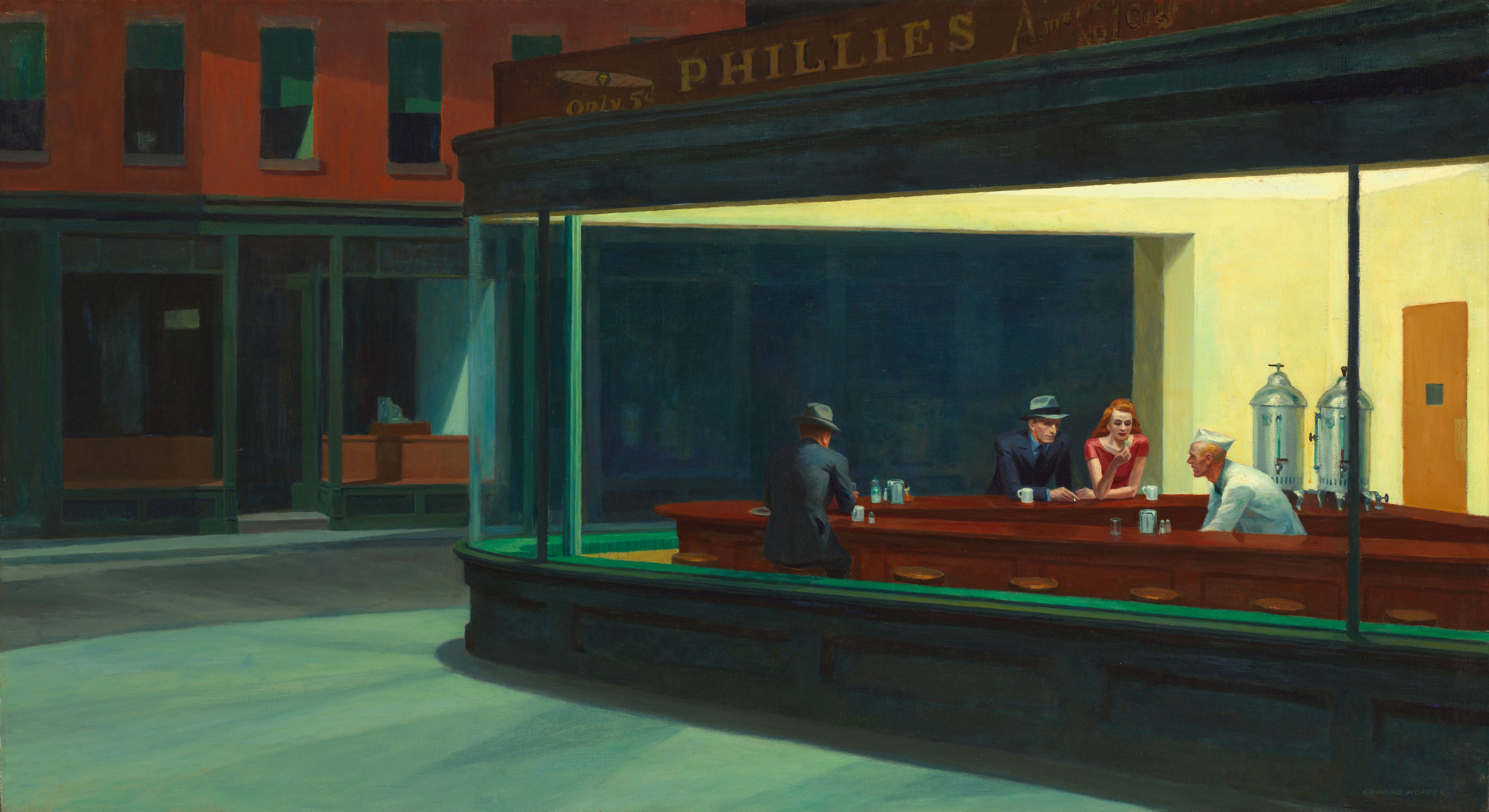
Полуночники. 1942. Холст, масло.

#### «Групповые» картины
Самая известная из картин Хоппера «Полуночники» (1942) входит в число его «групповых» картин. На ней изображены клиенты, сидящие у стойки круглосуточной закусочной. Формы и диагонали тщательно сконструированы. Точка зрения кинематографическая — со стороны тротуара, как будто зритель приближается к закусочной. Резкий электрический свет выделяет её в темноте ночной улицы, улучшая настроение. Как и во многих полотнах Хоппера, действие в этой картине сведено к минимуму. Прообразом закусочной послужило аналогичное заведение в Гринвич-Виллидж. И Хоппер, и его жена позировали для фигур на картине, название которой дала Джо. Возможно, что источником вдохновения для картины послужил рассказ Эрнеста Хемингуэя «Убийцы», которым восхищался Хоппер, или более философское произведение «Там, где чисто, светло». Позже Хоппер сказал, что название его картины (в дословном переводе «Ночные ястребы») больше связано с хищниками в ночи, чем с одиночеством.

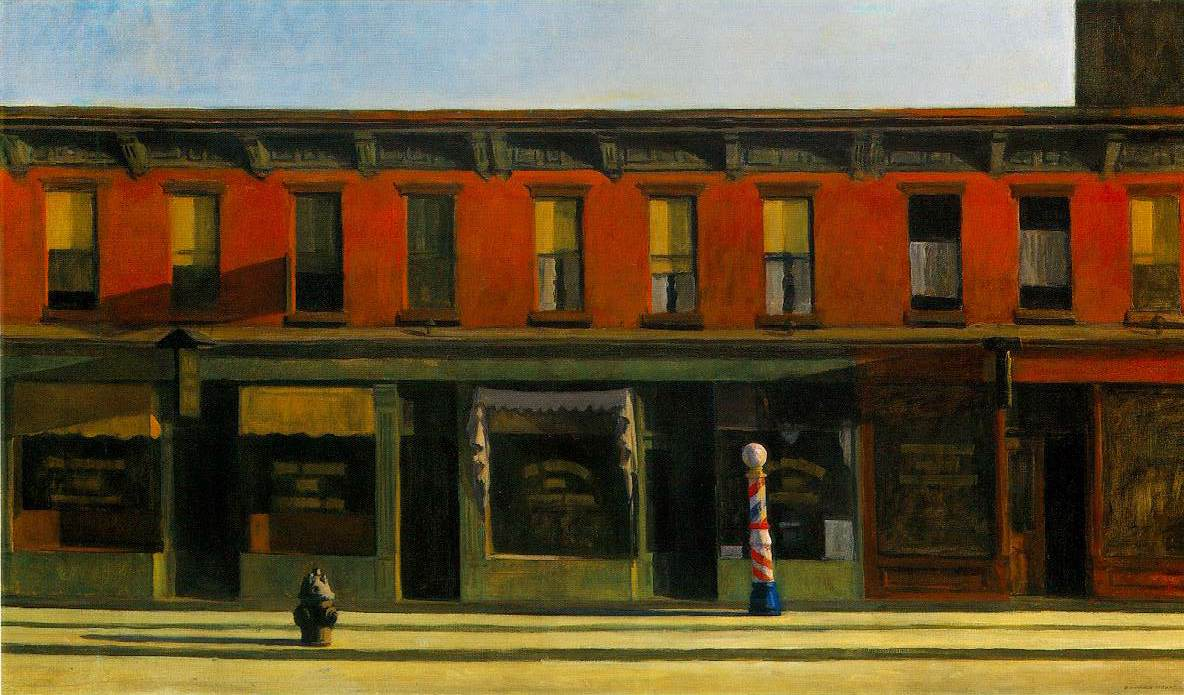
Раннее воскресное утро. 1930. Холст, масло.

Вторая по известности работа Хоппера после «Полуночников» — ещё одна городская картина «Раннее воскресное утро» (первоначальное название «Седьмая авеню»). На ней изображен пустынный уличный пейзаж при ярком боковом освещении, в котором пожарный гидрант и рекламный столб парикмахерской заменяют человеческие фигуры. Первоначально Хоппер намеревался поместить фигуры в верхние окна, но оставил их пустыми, чтобы усилить ощущение безлюдности.

#### Женщины
После студенческих лет Хоппер изображал на своих картинах ню только женщин. В отличие от художников прошлого, которые рисовали женскую обнаженную фигуру, чтобы прославить женские формы и подчеркнуть женскую привлекательность, обнаженные женщины у Хоппера одиноки и психологически уязвимы. Исключением является работа «Шоу девушек» (1941), где рыжая королева стриптиза уверенно шагает по сцене под аккомпанемент музыкантов в яме. «Шоу девушек» было вдохновлено визитом Хоппера на бурлеск-шоу несколькими днями ранее. Жена художника, как обычно, позировавшая ему и для этой картины, отметила в своем дневнике: «Эд начинает новый холст — королева бурлеска, исполняющая стриптиз — а я позирую в чём мать родила перед печью — ничего, кроме высоких каблуков и выигрышной танцевальной позы».

### Символизм и интерпретация
Картинам Хоппера часто приписывались сюжеты и темы, которые художник, возможно, не имел в виду. Хотя ключом к смыслу картины может служить её название, для работ Хоппера названия иногда выбирались другими людьми, или же художник и его жена давали их таким образом, что оставалось неясным, имеет ли название какую-либо реальную связь со смыслом, который вкладывал в полотно художник. Например, Хоппер однажды сказал интервьюеру, что он «любит „Раннее воскресное утро“ … но это не обязательно было воскресенье. Это слово было позже предложено кем-то другим».

Поветрие поисков темы или послания, которые Хоппер на самом деле не вкладывал в свои картины, коснулось даже его жены. Когда Джо Хоппер описала фигуру на картине «Утро в Кейп-Код» как женщину, которая «решает, достаточно ли хорошая погода, чтобы вывесить постиранное бельё», Хоппер возразил ей: «Разве я говорил что-то подобное? Ты делаешь из неё Нормана Роквелла. А с моей точки зрения, она просто смотрит в окно». Другой подобный пример описан в статье журнала Time в 1948 году:
На картине «Летний вечер» Хоппера — молодая пара, разговаривающая под резким светом на крыльце дома — неизбежно романтична, но Хоппер был уязвлён предположением одного критика, что картина могла быть написана как иллюстрация для «любого женского журнала». Хоппер вынашивал замысел картины «в течение 20 лет и никогда не думал о том, чтобы включить в неё людей, пока не начал работать над ней прошлым летом. Почему любой арт-директор имеет право раскритиковать картину? Мне были интересны не фигуры, а свет, струящийся сверху вниз, и окружающая ночь».

### Американский реализм Хоппера
Хоппер, сосредоточивший своё внимание в основном на спокойных сценах и очень редко демонстрировавший в своих картинах динамику, был реалистом в той же форме, которая характерна для другого ведущего американского художника, Эндрю Уайета, но техника Хоппера совершенно отличалась от гипертрофированно детального стиля Уайета. Хоппер во многом разделял любовь к городам таких художников, как Джон Слоун и Джордж Беллоуз, но у него отсутствуют характерные для них стремительность и насилие. Если Джозеф Стелла и Джорджия О’Кифф воспевали монументальные структуры города, Хоппер низводил их до повседневных геометрических форм и передавал городской ритм как бездушный и опасный, а не «элегантный или соблазнительный».
Дебора Лайонс, биограф Хоппера, пишет: «Часто в его работах отображены наши собственные моменты откровения. После того, как мы увидели интерпретации Хоппера, они существуют в нашем сознании параллельно нашему собственному опыту. Для нас определённый тип дома навсегда остаётся „домом Хоппера“, возможно, неся в себе загадку, которой Хоппер обогатил наш собственный взгляд». Картины Хоппера, по словам Лайонс, бросают свет на кажущиеся обыденными и типичными сцены нашей повседневной жизни и дают нам повод для прозрения. Искусство Хоппера берет суровый американский пейзаж и одинокие бензоколонки и создаёт чувство прекрасного предвкушения.
Художник Чарльз Берчфилд, которым восхищался Хоппер и с которым его сравнивали, писал о Хоппере: «Он достигает такой полной жизненности, что в его интерпретациях домов и явлений нью-йоркской жизни вы можете найти любые человеческие смыслы, которые пожелаете». Он также связал успех Хоппера с его «смелым индивидуализмом… Благодаря ему мы снова обрели ту крепкую американскую независимость, которую дал нам Томас Икинс, но которая на время была утрачена». Хоппер расценил это как большой комплимент, поскольку считал Икинса величайшим американским художником. В то же время он как правило отрицательно относился к сопоставлению своего творчества с творчеством современников. Например, Хопперу не нравилось сравнение, с точки зрения тематик работ, с художником-реалистом Норманом Роквеллом, так как он считал себя более тонким, менее иллюстративным и, конечно, не сентиментальным. Художник также отвергал сравнения с Грантом Вудом и Томасом Бентоном, заявляя: «Я никогда не хотел создавать американскую жанровую живопись… я думаю, что американские жанровые живописцы изображали Америку карикатурно. Я же всегда хотел оставаться собой. Французские художники не говорят о „французских пейзажах“, или английские — об „английских“».

## Наследие

### Влияние
Хоппер оказал сильное влияние на мир искусства и, в частности, на поп-культуру. Многочисленные репродукции произведений Хоппера и их кажущаяся доступность (в сравнении с «высоколобым» французским авангардизмом) сделали его одним из самых популярных художников в США. В частности, своим любимым художником его назвал кинорежиссёр и художник Дэвид Линч. Отдельные критики относят Хоппера — наряду с де Кирико и Бальтюсом — к представителям «магического реализма» в изобразительном искусстве. Хотя формально у него не было учеников, многие художники, включая Виллема де Кунинга, Джима Дайна и Марка Ротко, признавали его влияние. Иллюстрацией подобного влияния может служить ранняя работа Ротко «Композиция I» (ок. 1931), которая напрямую переосмысливает картину Хоппера «Чоп суэй».
Отдельно говорят о связи творчества Эдварда Хоппера и Эрнеста Хэмингуэя. Хоппер и Хемингуэй прошли схожий путь становления, получили признание в 1920-х годы, когда сформировалась их художественная манера. При всей разнице в «темпераменте» мастеров их произведения многое связывает на уровне формы (обращение к реалистическому методу, влияние импрессионистских и модернистских тенденций, стремление к простоте, внимание к свету и тьме) и содержания (обращение к темам войны, «потерянности», деиндивидуализации личности, одиночества, пустоты).
Кинематографичные композиции Хоппера и драматическое использование света и тени сделали его любимцем режиссёров. Например, картина «Дом у железной дороги» стала прообразом дома в фильме Альфреда Хичкока «Психо». Известно о влиянии этой же картины на дом в фильме Терренса Малика «Дни жатвы». Фильм 1981 года «Пенни с небес» включает в себя живую картину «Полуночники» с ведущими актёрами, сидящими в ресторане. Немецкий режиссёр Вим Вендерс также упоминает о влиянии Хоппера на своё творчество. В его фильме 1997 года «Конец насилия» силами актёров тоже воссоздаётся композиция «Полуночников». Режиссёр фильма ужасов Дарио Ардженто зашел намного дальше и точно воссоздал интерьер закусочной и образы клиентов «Полуночников» в своём фильме «Кроваво-красное» (1976). Ридли Скотт черпал вдохновение в той же картине для фильма «Бегущий по лезвию». Режиссёр Сэм Мендес, работая над освещением в фильме 2002 года «Проклятый путь» взял за образец полотна Хоппера, в частности, «Нью-йоркский кинотеатр».
В 1993 году Мадонна была в настолько вдохновлена картиной Хоппера «Шоу девушек» (1941), что назвала свое мировое турне в её честь и использовала из неё некоторые театральные элементы. В 2004 году британский гитарист Джон Сквайр (бывший гитарист The Stone Roses) выпустил концептуальный альбом Marshall’s House, вдохновлённый работами Хоппера: названия песен альбома повторяют названия картин художника.

### Выставки
В 2004 году крупная выставка картин Хоппера прошла в Европе, в музее Людвига в Кёльне и в галерее Тейт в Лондоне. Выставка в галерее Тейт стала второй по популярности в истории этого музея, и за три месяца работы её посетило 420 000 посетителей.
В 2007 году выставка, посвященная периоду величайших достижений Хоппера — примерно с 1925 года до середины XX века, — открылась в Музее изящных искусств в Бостоне. Экспозиция состояла из пятидесяти картин маслом, тридцати акварелей и двенадцати офортов, среди которых были «Полуночники», «Чоп суэй», «Маяк и здания». Выставка была организована Музеем изящных искусств, Национальной галереей искусств в Вашингтоне и Чикагским институтом искусств при поддержке консалтинговой фирмы Booz Allen Hamilton.
В 2010 году музей фонда Эрмитаж в Лозанне (Швейцария) провел выставку, которая охватывала всё творчество Хоппера. В 2011 году в Музее американского искусства Уитни состоялась выставка под названием «Эдвард Хоппер и его времена». В 2012 году прошла выставка в парижском Большом дворце.

### Рынок искусства
Всего Хоппер написал 366 картин маслом, а в течение 1950-х годов, когда ему было за семьдесят, он создавал около пяти картин в год. Много лет работавший с Хоппером арт-дилер Франк Рен, который организовал для художника первую персональную выставку в 1924 году, в 1957 году продал картину «Окно отеля» коллекционеру Ольге Нипке за 7000 долларов (что эквивалентно 62 444 долларам по курсу 2018 года). В 1999 году галерея Forbes продала её актёру Стиву Мартину в частном порядке за примерно 10 млн долларов. В 2006 году Мартин продал её за 26,89 млн долларов на аукционе Сотбис в Нью-Йорке, что стало аукционным рекордом для картин художника.
В 2013 году Пенсильванская академия выставила картину «Восточный ветер над Вихокеном» на продажу в надежде получить за неё 22—28 млн долларов, которые должны были пойти на создание эндаумента и пополнение коллекции исторического и современного искусства. Изначально картина была приобретена в 1952 году, за пятнадцать лет до смерти художника, по очень низкой цене. На аукционе Кристис в Нью-Йорке картина была продана за рекордные для картин Хоппера на тот момент 36 миллионов анонимному покупателю.
Коллекционер Барни Эбсворт, владевший картиной «Чоп суэй», обещал передать её в дар художественному музею Сиэтла. Однако после его смерти собственность на полотно перешла к его наследникам, и в ноябре 2018 года картина была продана за 92 млн долларов, что стало новым рекордом для работ Хоппера.

## Личность
Хоппер был консерватором в политике и социальных вопросах. Так, например, он утверждал, что «о жизни художников должны писать только близкие к ним люди». Хоппер принимал вещи такими, какими они есть, и демонстрировал отсутствие идеализма. Он был культурным, утончённым и очень начитанным, и на многих его картинах изображены читающие люди. Как правило, он был хорошим собеседником. По мировоззрению Хоппер относил себя к стоикам и фаталистам и был тихим, замкнутым человеком с мягким чувством юмора. Он всегда серьёзно относился к своему искусству и искусству других людей.

## Семья
- Джозефина Верстиль Нивисон (1883—1968) — жена, художница. В браке с 1924 года.
- Гаррет Генри Хоппер (25 мя 1852 — сентябрь 1913) — отец, продавец галантереи[7], в браке с Элизабет с 26 марта 1879 года.
- Элизабет Гриффитс Смит (3 апреля 1854 — 19 марта 1935) — мать.
- Марион Луиза Хоппер (8 августа 1880—1965) — сестра, прожила всю жизнь в доме Хопперов.

## Память
В 2000 году дом, где родился Хоппер, был внесён в Национальный реестр исторических мест США. В настоящее время это Дом-музей Эдварда Хоппера.

### Образ в кинематографе
- 2012 — Глазами Хоппера / Hopper vu par / Hopper Revisited / Hopper Stories, международный проект из 8 короткометражных фильмов к 130-летию со дня рождения Хоппера[146]:
  - Перед последним / Next to Last (Autumn 63) (реж. Матьё Амальрик / Mathieu Amalric)
  - Первый ряд оркестра / First Row Orchestra (реж. Софи Файнс / Sophie Fiennes)
  - Расставание / Rupture (реж. Валери Пирсон / Valérie Pirson)
  - Гора / Mountain (реж. Мартин де Тура / Martin de Thurah)
  - Ночное окно в Берлине / Berlin Night Window (реж. Ханнес Штёр / Hannes Stöhr)
  - Ночное совещание / Conférence de nuit (реж. Валери Мрежан / Valérie Mréjen)
  - Надежда / Hope (реж. Доминик Блан / Dominique Blanc)
  - Муза / La Muse (реж. Софи Барт / Sophie Barthes)
- 2013 — Ширли: Образы реальности (реж. Густав Дойч / Gustav Deutsch), художественный фильм по тринадцати картинам Хоппера[147].